# ستان هارلاند
ستان هارلاند (بالإنجليزية: Stan Harland)‏ هو لاعب كرة قدم بريطاني في مركز الدفاع، ولد في 19 يونيو 1940 في ليفربول في المملكة المتحدة، وتوفي في 30 أغسطس 2001 في Tintinhull ‏ في المملكة المتحدة. لعب مع برادفورد سيتي وبرمنغهام سيتي وسويندون تاون ونادي إيفرتون ونادي كارلايل يونايتد ويوفل تاون.

## وصلات خارجية
- ستان هارلاند على موقع قاعدة بيانات كرة القدم.إي يو (الإنجليزية)
- ستان هارلاند على موقع Soccerbase.com (لاعب) (الإنجليزية)